# Héctor Bianciotti
Héctor Bianciotti (Calchín Oeste, Córdoba, 18 de marzo de 1930-París, 11 de junio de 2012) fue un escritor y crítico literario argentino, naturalizado francés. Vivió desde 1961 hasta su muerte en París, donde trabajó en la revista Le Nouvel Observateur y en la editorial Gallimard. Fue miembro de la Academia Francesa desde enero de 1996, donde ocupó el asiento número 2, siendo el primer miembro de esa institución procedente de un país latinoamericano.

## Biografía
Nacido en la provincia argentina de Córdoba, hijo de una familia de agricultores, a la edad de quince años comenzó a estudiar los textos de Paul Valéry en español. Realizó sus estudios secundarios en la localidad de Wilde, al sudeste de la Ciudad de Buenos Aires, al cuidado de sus tíos José y Valentina Bianciotti, con quienes convivió varios años de su adolescencia. Al terminar el bachillerato, ingresó en un seminario franciscano en la localidad de Moreno (provincia de Buenos Aires) mientras se alojaba en casa de sus jóvenes primos Juan Bianciotti y Juana Pavorini en la localidad de Pilar. Los largos trayectos recorridos de regreso al seminario en Moreno, le dieron el tiempo necesario para sumergirse en las letras. Allí entró en contacto con el pensamiento teológico, aunque carecía de vocación religiosa. 
Hacia 1953 comenzó a interesarse por la actuación y trató de introducirse en el cine. Si bien solo obtuvo alguna aparición aislada como extra (Días de odio, de Leopoldo Torre Nilsson, 1954), su interés se prolongó durante su estancia en Italia, adonde decidió emigrar en 1955, tras reunir lo suficiente para comprar un pasaje en barco y seguir los pasos del escritor Juan Rodolfo Wilcock, que lo invitó a sumarse al cruce marítimo que se aprestaba a realizar. "Sólo sabía una cosa -dijo Bianciotti en 1999, en una entrevista con LA NACIÓN-: que podía morirme en el intento, pero que no iba a volver."
Una vez en Roma tomó contacto con los estudios Cinecittà, pero su subsistencia era tan difícil que se trasladó a Nápoles, donde pasó una breve temporada en la más extrema pobreza antes de poder viajar a Madrid, donde logró establecerse.
También en los años que vivió en España (1956-1960), intentó trabajar en el cine y consiguió breves papeles en películas de José María Forqué (Embajadores en el infierno, 1956; 091 Policía al habla, 1960); Luis Lucía Mingarro (Molokai, la isla maldita, 1959), o Edgar Neville (Mi calle, 1960), que alternó con los trabajos más diversos.
A partir de febrero de 1961 se instaló en París y al año siguiente comenzó a trabajar para Éditions Gallimard. En 1969, su primer editor, Maurice Nadeau, le permitió publicar sus primeras críticas en La Quinzaine Littéraire. Trabajó también como asistente en la puesta en escena de distintas óperas, y tres años más tarde empezó a colaborar en Le Nouvel Observateur, haciéndolo exclusivamente para dicho medio a partir de 1974. Paralelamente escribió varias novelas ―Les déserts dorés (en 1962), Celle qui voyage la nuit (en 1969) y Ce moment qui s’achève (en 1972)― además de una obra de teatro ―Les autres, un soir d’été (en 1970).
Se consagró en 1977 al recibir el premio Médicis por Le traité des saisons (1977). Naturalizado francés en 1981, al año siguiente dejó de escribir en español. Ese mismo año ingresó al Comité de Lectura de Gallimard, donde permaneció hasta 1989. Gran lector, hizo descubrir al gran público a escritores poco conocidos como Eduardo Berti, Ferdinando Camon o Jean-Baptiste Niel, habiendo tenido también un rol muy importante en la carrera literaria de Hervé Guibert. Su primera novela en francés, Sans la miséricorde du Christ (1985), obtuvo el prestigioso premio Femina.
En 1986 abandonó su puesto de crítico literario en el Nouvel Observateur para asumir el mismo puesto en el periódico Le Monde. En 1988 publicó Seules les larmes seront comptées. Luego, a partir de 1992, una trilogía autobiográfica. En Lo que la noche cuenta al día, Bianciotti describe su propia experiencia como homosexual en la Argentina rural. Sus artículos sobre la literatura clásica fueron reunidos bajo el título Une passion en toutes lettres (Gallimard, 2001). En 2003 aparecería su siguiente novela publicada, Nostalgie de la maison de Dieu (Gallimard).
Al publicarse su Antología, obtuvo el premio Prince Pierre de Mónaco en 1993 y el Premio de la Lengua Francesa en 1994. A partir de 1995 participó como jurado del premio L'Écrit Intime. El 18 de enero de 1996 fue elegido miembro de la Academia Francesa de Letras, para ocupar el puesto dejado vacante tras el fallecimiento del periodista y escritor  André Frossard (1915-1995).
Se retiró de la actividad literaria cuando comenzó a sufrir problemas de memoria. Enfermo de alzheimer, tras una prolongada internación, con escasísimos amigos que lo visitaban en un hospital del distrito 15 de París, murió lejos de su familia en Argentina. De sus familiares solo mantenía contacto con su sobrinas, Marta Bianciotti y Alicia Bianciotti, con residencia actual en Buenos Aires, hijas de su hermano Armando.

## Obra
- 1955: Salmo en las calles (poesía)
- 1962: Les déserts dorés
- 1967: Los desiertos dorados
- 1969: Detrás del rostro que nos mira
- 1969: Celle qui voyage la nuit
- 1970: Les autres, un soir d’été (obra de teatro)
- 1972: Claridad desierta (poesía)
- 1972: Ce moment qui s’achève
- 1972: Ritual
- 1977: Le traité des saisons
- 1978: La busca del jardín
- 1983: El amor no es amado
- 1985: Sin la misericordia de Cristo
- 1988: Seules les larmes seront comptées
- 1992: Lo que la noche le cuenta al día
- 1995: El paso tan lento del amor
- 1999: Como la huella del pájaro en el aire

## Premios
- 1977: Prix Médicis extranjero por La busca del jardín
- 1983: Premio al mejor libro extranjero
- 1985: Premio Femina por Sans la miséricorde du Christ
- 1993: Premio Príncipe Pedro de Mónaco por Ce que la nuit raconte au jour
- 1994: Prix de la Langue de Francia

## Distinciones honoríficas
- Oficial de la Orden de la Legión de Honor
- Oficial de la Orden Nacional del Mérito